# Kevin Schindler
Pour les articles homonymes, voir Schindler.
Kevin Schindler, né le 21 mai 1988 à Delmenhorst (Allemagne), est un footballeur allemand jouant au poste d'attaquant, reconverti en entraîneur. 

## Biographie
En 1993, Kevin Schindler part au DTB Delmenhorst, et joue avec les équipes jeunes jusqu'en 1999. Il est ensuite repéré par le Werder Brême, club qu'il rejoint et où il a évolué à quatre reprises lors de sa première saison en professionnel (1 de championnat et 3 de Coupe UEFA). La saison suivante, il totalise quatre matches de championnat à la mi-saison. En Coupe d'Europe, il a participé pour la première fois à une rencontre de Ligue des champions, le 3 octobre 2007 face à l'Olympiakos.

### Palmarès
Avec le Werder Brême, il est vice-champion d'Allemagne en 2007-2008.